# Pierre Péju
Œuvres principales
- La Petite Chartreuse (2003)
- Le Rire de l'ogre (2005)
- L'État du ciel (2013)
- L'œil de la nuit (2019)

Pierre Péju, né le 23 août 1946 à Lyon 6e, est un romancier, essayiste et professeur de philosophie français.

## Biographie

### Jeunesse et formation
Pierre Péju naît le 23 août 1946 dans le 6e arrondissement de Lyon. Son père, Raymond Péju, et son oncle Georges Péju y dirigèrent, pendant plus de cinquante ans, la librairie et galerie « La Proue », lieu culturel animé où, enfant, il a vu défiler écrivains et artistes. Il est aussi le neveu de Marcel Péju, résistant, journaliste et secrétaire général de la revue Les Temps Modernes.
Issu d’une famille de résistants (son grand-père, Élie Péju, Compagnon de la Libération, est le fondateur du mouvement Franc-Tireur, auquel participèrent son père Raymond et sa mère Marie-Aimée, médaillés de la Résistance), il a été bercé très tôt par des histoires de guerre.
À six ans, il découvre l’Allemagne, encore occupée par les Alliés, et à seize ans il y fait un séjour marquant qui lui inspirera son roman Le rire de l’ogre (2005), fresque sur la guerre, la paix et le pouvoir de l'art.
Après une scolarité à Lyon, au Lycée Ampère, il entreprend des études de philosophie. À vingt ans il vient s’établir à Paris avec sa compagne Anne-Marie, élève à l'École Normale Supérieure avec laquelle il aura deux fils, Nicolas et Martin.

### Carrière dans l'enseignement et la littérature
Étudiant à la Sorbonne en 1968, il participe au mouvement, puis à l’agitation de l’« Après-Mai ». Il crée et anime alors une revue « poétique et politique » avec son ami Gilbert Vaudey : Chute libre. Il se lie à Jean Grenier, écrivain et professeur à la Sorbonne, ami et mentor d'Albert Camus, qui dirige son mémoire de maîtrise intitulé Sacré et dérision dans la peinture surréaliste, mais aussi à Patrick Waldberg, à l'éditeur José Corti, et surtout à Maurice Nadeau qui lui ouvre les pages de sa revue, La Quinzaine littéraire, et édite son premier livre en 1979, Vitesses pour traverser les jours, puis un second ouvrage, La Vie courante, dix-sept ans plus tard.
Pendant des années, il a mené de front la création littéraire et l’enseignement de la philosophie, d’abord dans des lycées parisiens, puis au lycée Stendhal de Grenoble, et à nouveau à Paris au Collège International de Philosophie où, en tant que directeur de programme, il a tenu un séminaire intitulé Penser l’enfant (de 1998 à 2004).
Après des études de psychologie, il obtient un DESS de psychologie clinique et passe une thèse de doctorat (sur travaux) de Littérature Comparée intitulée Du conte traditionnel au récit littéraire; le rôle du Romantisme allemand  (1992). Il a en effet publié, entre 1982 et 1992, de nombreux articles et plusieurs livres sur les contes ou sur le romantisme allemand, comme La petite fille dans la forêt des contes, ou L'Ombre de soi-même, une biographie de E.T.A Hoffmann, mais aussi des nouvelles, Premiers Personnages du singulier, et un roman La Part du Sphinx, écrit à la suite d’un « voyage en orient » sur les traces de Nerval, Flaubert et Chateaubriand.
Il fait beaucoup d’autres voyages dont certains liés à l’actualité, comme en Pologne pendant « l’état de guerre », au Portugal durant la « révolution des œillets », en Tunisie au cours du « Printemps arabe », en Palestine en 2018.
En 2000, les éditions José Corti publient son essai : Lignes de Vies, récit et existence dans le romantisme allemand.
Après les publications de Naissances, de La vie courante, mais surtout de La petite Chartreuse, il se consacre exclusivement à l’écriture. Le roman La petite Chartreuse a été adapté à l'écran en 2004 par Jean-Pierre Denis avec Marie-Josée Croze, Olivier Gourmet et Bertille Noël-Bruneau.
Le Rire de l'Ogre paraît en 2005.
En 2007, il publie Cœur de pierre, récit ironique sur le destin et la création romanesque, ainsi qu’une monographie sur le peintre Miquel Barceló, Portrait de Miquel Barceló en artiste pariétal, et un livre de philosophie pour la jeunesse, Le monstrueux.
En 2009, paraît le roman : La Diagonale du vide, aventures et poursuites entre France et Afghanistan. En 2010, les éditions Yvon Lambert publient : Anselm Kiefer, monographie bilingue anglais/français.
De 2010 à 2012, il a tenu la chronique Questions d’enfance dans la revue Philosophie Magazine. Ses réponses aux enfants ont été réunies dans l’ouvrage : Pourquoi moi je suis moi ?
En 2011, paraît son essai sur l’enfance, Enfance obscure, où il établit, entre autres, la distinction conceptuelle entre « enfantin » et « infantile ».
En 2013, dans son roman L’état du ciel, il revient sur la question de l’art, de la perte et de la folie.
En octobre 2016, il publie la nouvelle Les Vagues, dans l’ouvrage collectif Un voyage transatlantique (Éditions Gallimard-Loisirs), et en dialogue avec Bertrand de Broc, navigateur du Vendée Globe.
En 2017 paraît Reconnaissance, récit dans lequel l'auteur prête sa propre mémoire à un romancier narrateur, mêle fiction romanesque et écriture de la « vie réelle ».
L’Œil de la Nuit, publié en octobre 2019, est un roman très librement inspiré de la vie de Horace Westlake Frink, un Américain au destin tragique, pionnier de la psychanalyse à New-York entre 1909 et 1920, cofondateur de la New York Psychoanalytic Society, auteur d’un best-seller étrange, amant tourmenté d’une de ses patientes. Après une analyse avec Freud, à Vienne, qui fut un fiasco, et diverses aventures, Frink est mort dans un oubli complet.
Effractions, trois nouvelles formant un triptyque, est paru fin mai 2022.
« Que se passe-t-il lorsqu'on entre "par effraction" dans la vie d'une personne inconnue ? Quand un jeune voyou, piètre braqueur poursuivi par la police, pénètre dans l'atelier puis dans l'univers pictural d'une grande artiste contemporaine ? Quand un écrivain d'âge mûr se présente, par jeu, en arrivant dans un aéroport, à un homme muni d'une pancarte sur laquelle est inscrit le nom d'un autre voyageur. Ou quand un individu solitaire, une fois la vieillesse venue, fait le choix d'entrer, "par effraction", dans sa propre mort ? Trois personnages à trois "âges de la vie". Trois effractions.  Trois courts thrillers qui n'en font qu'un mais qui invitent aussi à une méditation sur l'art, l'identité, la littérature, la vieillesse et la disparition. »
Il a animé également un atelier d’écriture NRF de 2014 à 2020,.

## Œuvres

### Littérature
- Vitesse pour traverser les jours, Maurice Nadeau 1979
- Premier personnage du singulier, Robert Laffont 1984
- La Part du sphinx, Robert Laffont 1987
- La Vie courante, Maurice Nadeau 1996, Gallimard folio 2005 – Prix « Autres »
- Naissances, Gallimard 1998 - Prix de l'Alpe
- La Petite Chartreuse, Gallimard 2002 – Prix du Livre Inter 2003
– Prix Rosine-Perrier 2003[18]
- Comme deux gouttes d'eau, Gallimard jeunesse 2004
- Le Rire de l'ogre, Gallimard 2005 – Prix du roman Fnac 2005
- Cœur de pierre, Gallimard 2007
- La Diagonale du vide, Gallimard 2009
- Marée basse, Jérôme Millon 2009
- L’État du ciel, Gallimard 2013
- Le Goût de l’enfance, anthologie, Mercure de France 2014
- Reconnaissance, Gallimard 2017
- L'œil de la nuit, Gallimard 2019
- Effractions, Gallimard,  2022

### Essais
- La Petite Fille dans la forêt des contes, Robert Laffont 1981, 1997
- L'Archipel des contes, Aubier 1989
- Los cuentos de los Hermanos Grimm 1988
- Lignes de vies, José Corti 2000
- Le Monstrueux, collection Chouette ! Penser, Gallimard Jeunesse Giboulées, 2007
- Enfance obscure, Gallimard 2011
- Pourquoi moi je suis moi, illustrations de Sandrine Martin, Gallimard, 2014
- Métamorphoses de la Jeune Fille, Robert Laffont, 2023

### Biographie
- Hoffmann est ses doubles. E.T.A Hoffmann biographie, Librairie Séguier 1988
- L'Ombre de soi-même. Vie et œuvre de E.T.A Hoffmann, Phébus 1992

### Monographies
- L'Ombre et la vitesse, sur Adelbert von Chamisso, 1991.
- Teintes pastels et encres noires, sur Ludwig Tieck,1993.
- Rondes de nuit sur "Les Veilles" (1804) de Bonaventura, José Corti, 1994.
- La Traversée du romantisme. Introduction aux contes romantiques allemands, 1997.

### Nouvelles
- La confusion des caractères ou L'idiot de Shangaï, édition limitée distribuée par La Fnac dans le cadre d'une campagne contre l'illettrisme, 2005.

## Adaptation cinématographique
- La Petite Chartreuse, d'après son livre éponyme, film de Jean-Pierre Denis, 2005, France, avec Olivier Gourmet, Marie-Josée Croze, Bertille Noël-Bruneau et Marysa Borini.

## Bande dessinée
- Le Rire de l'ogre, par Sandrine Martin, Casterman, 2018
- Frink et Freud, scénario de Pierre Péju, dessin de Lionel Richerand, Casterman, janvier 2021.

## Distinctions

### Prix
- Prix Rhône-Alpes du Livre 1996
- Prix du Livre Inter 2003 pour La Petite Chartreuse
- Prix Rosine-Perrier 2003[18] pour La Petite Chartreuse
- Prix du roman Fnac 2005 pour Le Rire de l'ogre
- Prix des Écrivains du Sud 2012

### Décorations
- Chevalier de l'ordre des Arts et des Lettres Il est fait chevalier le 12 mars 2019[19].